# アーラ浜
座標: 北緯26度19分00.6秒 東経126度46分25.1秒 / 北緯26.316833度 東経126.773639度

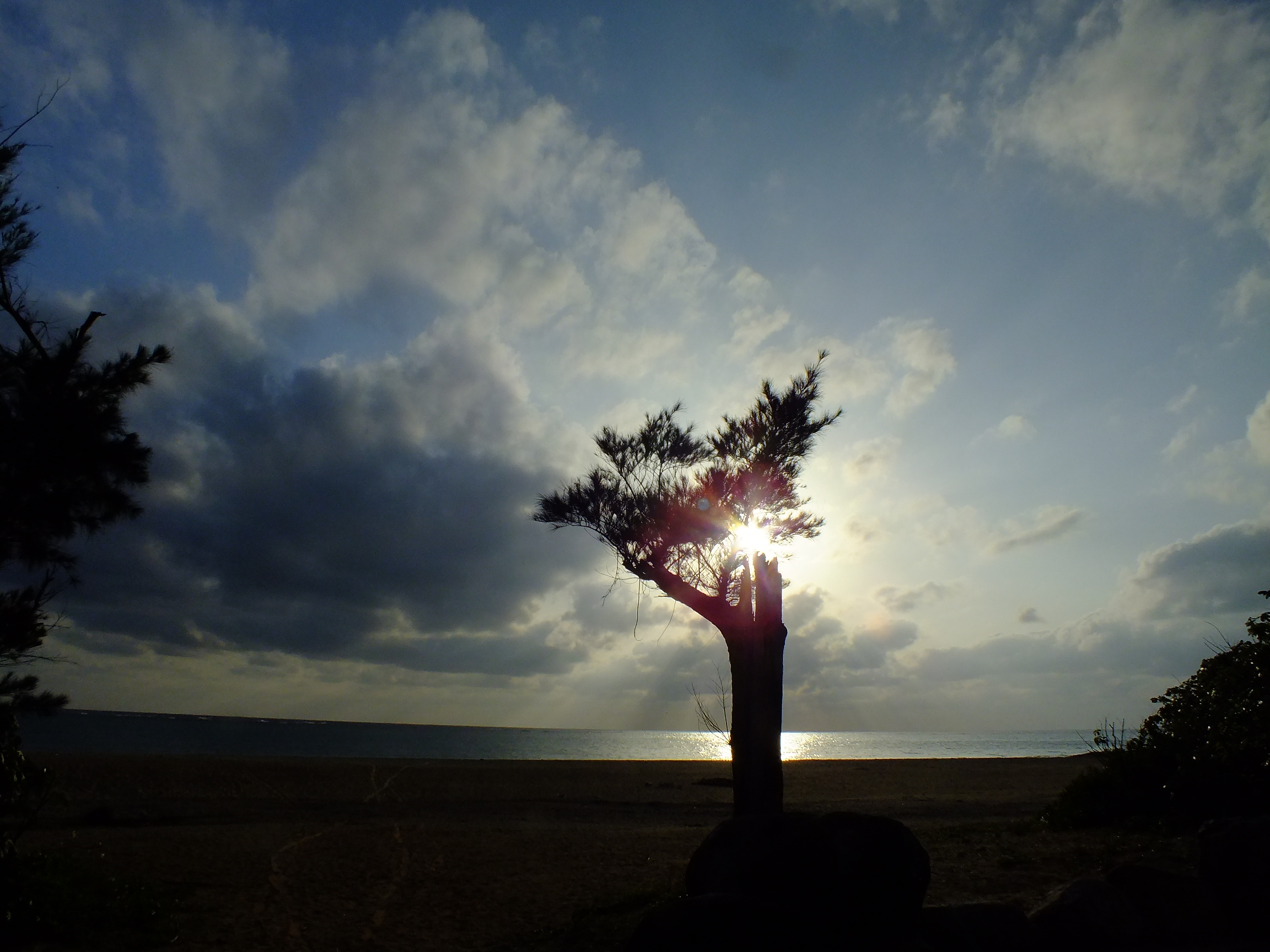
アーラ浜（久米島）

アーラ浜（アーラはま）は、沖縄本島から西に約100km、沖縄諸島に属する久米島南西部にある砂浜。
海岸には、湧き水の淡水が流れ込み、このため魚介類が豊富な浜としても知られ、大潮の干潮時には約１kmほど沖合いの珊瑚礁のリーフへ徒歩で渡ることができる。この時期には、海人が貝やタコなどを捕獲する光景が見られ、多くの人でにぎわうが、普段は人家の少ない海岸である。海岸の左手の岩場の先付近の珊瑚礁と夕日の美しさでも知られるが、場所的に分かりにくく不便であるため、人は少ない。

## 交通アクセス
- 自動車

イーフビーチ方面からは、発電所を目印に製糖工場へ向かう細道へ入り、道なりに約15分。

## ギャラリー

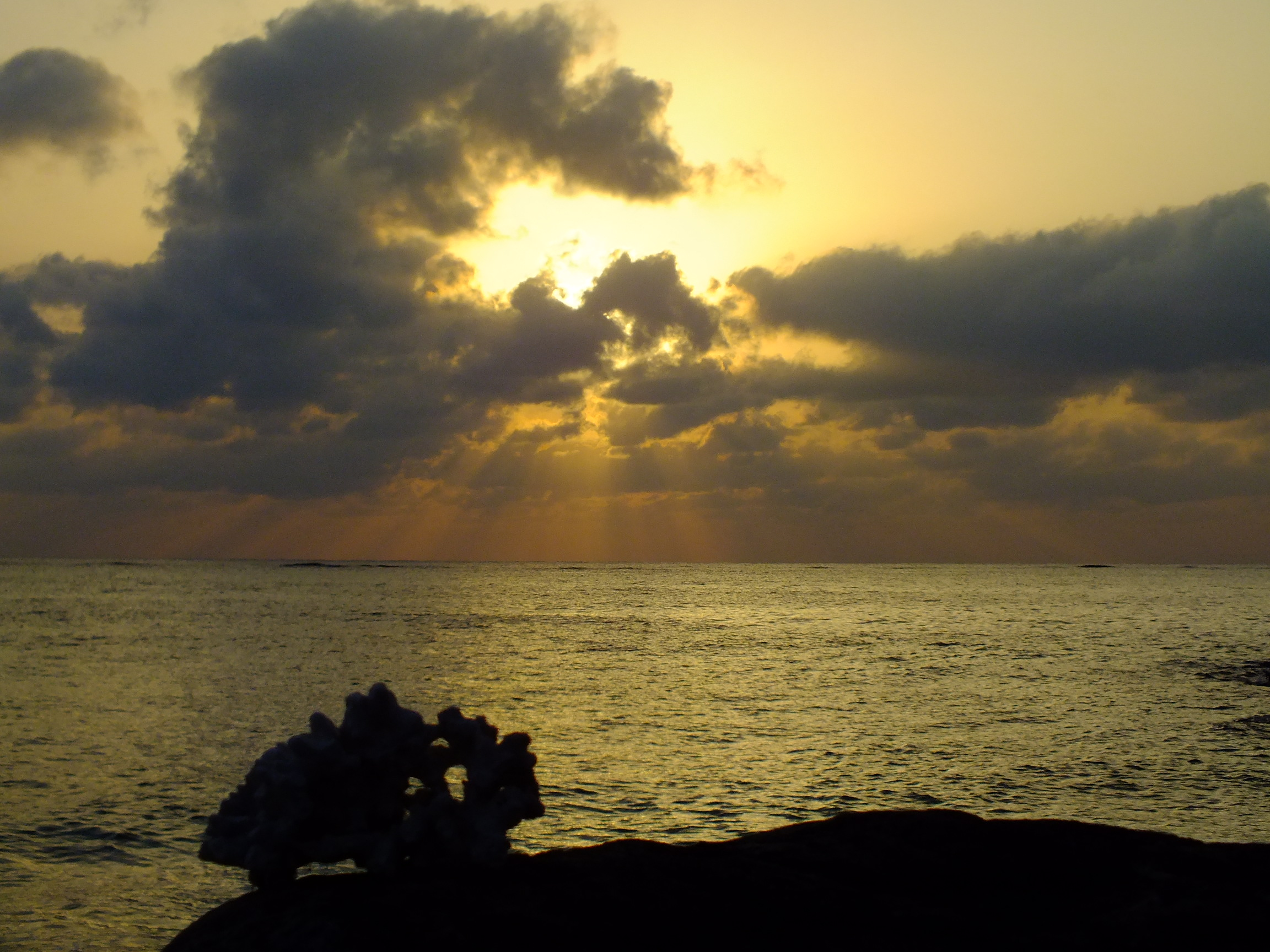
夕日の名所として知られる。
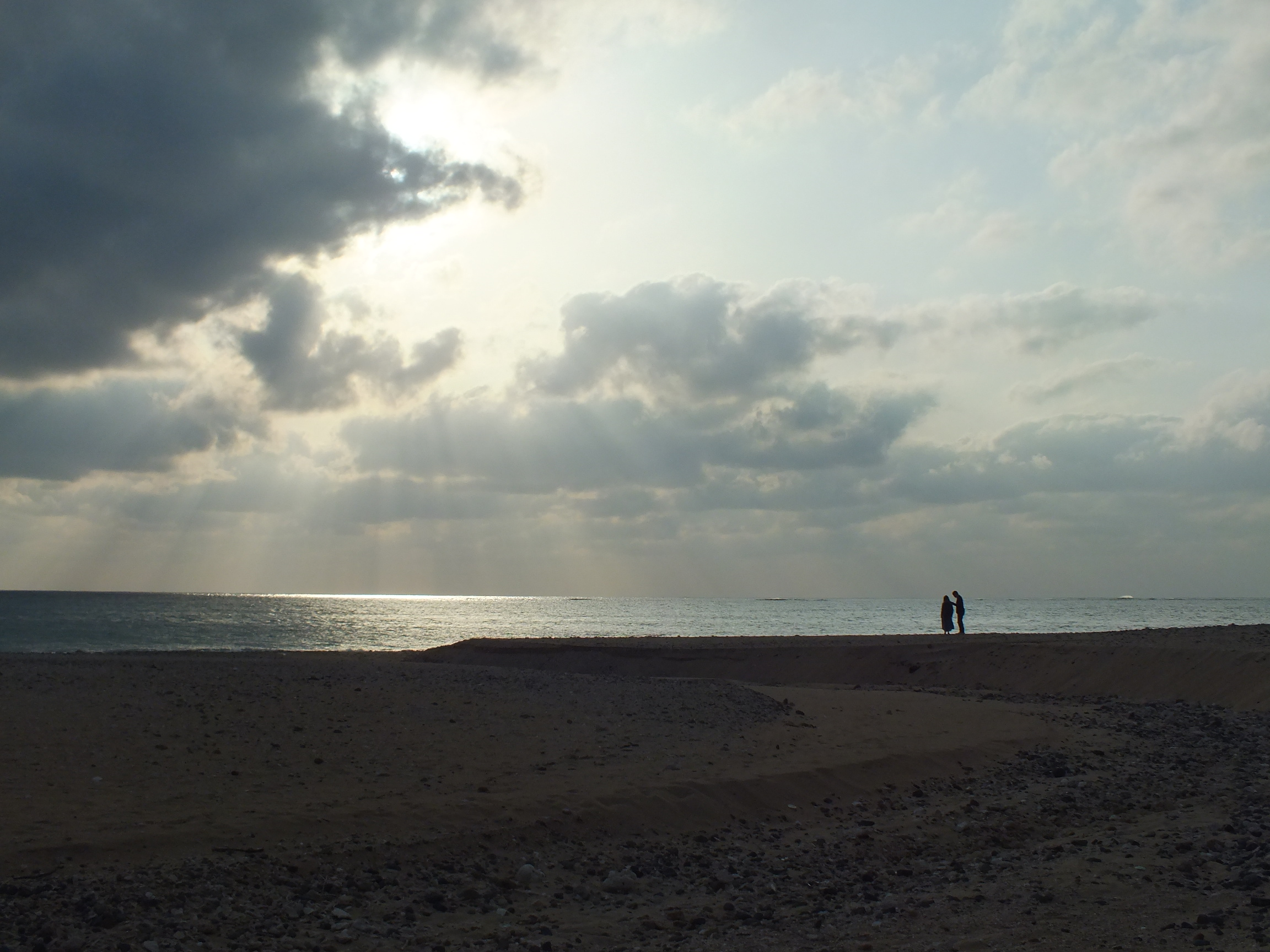
訪れる人が少なくプライベートビーチの感がある海岸。
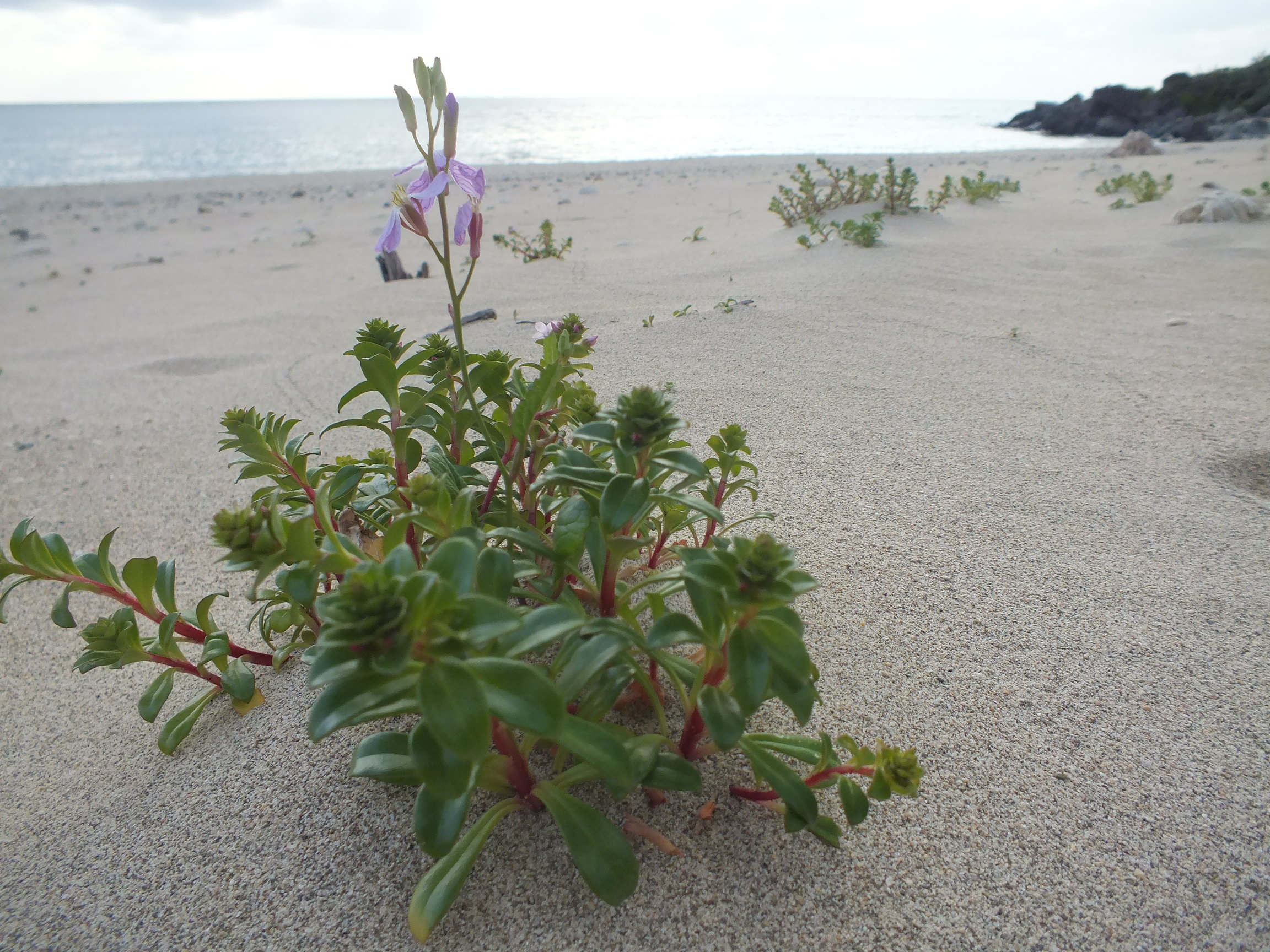
ハマダイコンをはじめ様々な植生が見られる。
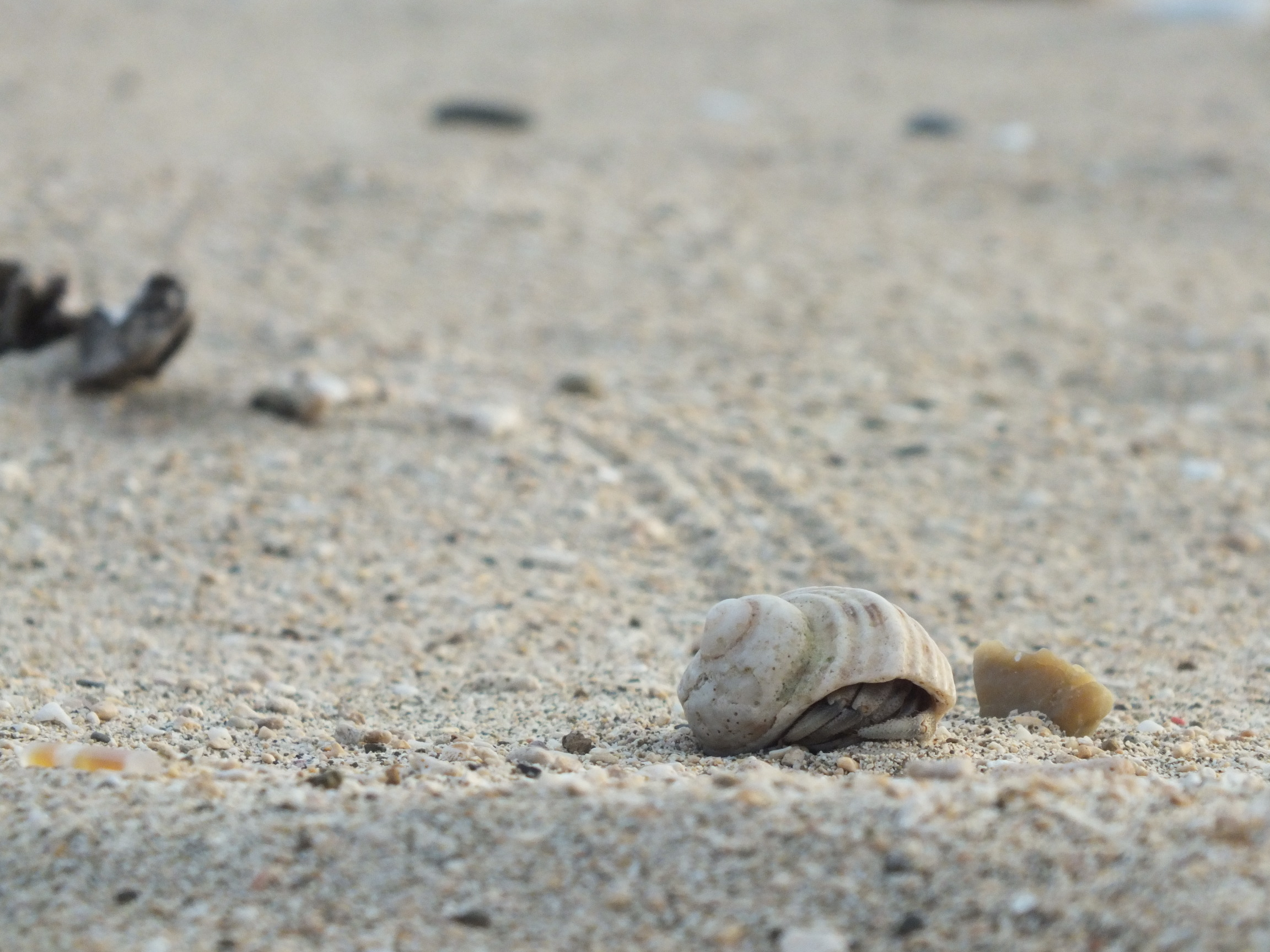
美しい白砂の海岸にはヤドカリや打ち上げられたサンゴなどが多い。

## 周辺情報
- イーフビーチ
- はての浜
- 五枝の松
- 奥武島
- カンジンダム
- トクジム自然公園
- 島尻崎